# Лозоватка (Маловисковская городская община)
Лозова́тка (укр. Лозуватка) — село в Маловисковской городской общине Новоукраинского района Кировоградской области Украины.
До 2020 года входило в Маловисковский район
Население по переписи 2001 года составляло 921 человек. Почтовый индекс — 26230. Телефонный код — 5258. Код КОАТУУ — 3523182801.